# Leucocoprinus tenellus
Leucocoprinus tenellus är en svampart som först beskrevs av Jean Louis Emile Boudier, och fick sitt nu gällande namn av Marcel Locquin 1943. Leucocoprinus tenellus ingår i släktet Leucocoprinus och familjen Agaricaceae.   Inga underarter finns listade i Catalogue of Life.